# کرانبروک، کنت
longitudeکرانبروک، کنتlatitudeکرانبروک، کنت
کرانبروک، کنت (به انگلیسی: Cranbrook, Kent) یک منطقهٔ مسکونی در انگلستان است که در جنوب شرقی انگلستان واقع شده‌است.

## خصوصیات
کرانبروک ۵٬۳۵۸ نفر جمعیت دارد.